# Machilus dumicola
Machilus dumicola är en lagerväxtart som först beskrevs av William Wright Smith, och fick sitt nu gällande namn av Hsi Wen Li. Machilus dumicola ingår i släktet Machilus och familjen lagerväxter. Inga underarter finns listade i Catalogue of Life.